# Pierre Chabert (Général)
Pour les articles homonymes, voir Chabert.
Pierre Chabert, né le 30 septembre 1770 à Joyeuse et mort le 14 février 1839 à Besançon est un général de la Révolution et du Premier Empire

## Biographie
Son père François était boulanger, sa mère Marie Veau ménagère. Il est laquais du Comte de Blou à Thueyts, puis boulanger lui-même avant la Révolution.
Il s'engage le 12 septembre 1792 au 2e bataillon de volontaires de la Haute-Garonne, fait campagne à l'armée des Pyrénées orientales, et est blessé et fait prisonnier à Bellver le 26 juillet 1795. Capitaine en décembre, il rejoint l'armée d'Italie et est adjoint de Félix Baciocchi, beau-frère de Napoléon. Il sert en Corse en 1800-1801.
À la Grande Armée en 1807, colonel en second en 1809, il commande la place de Cust et entre au service du roi de Westphalie dont il devient aide de camp jusqu'à la chute de l'Empire. Promu général de brigade le 4 septembre 1810, capitaine général des gardes du Roi de Westphalie en 1811, il sert en Russie en 1812, comme chef d'état major des Armées Westphaliennes. Il revient à Cassel avec le roi Jérôme en août 1812. Rentré au service de la France le 8 janvier 1814 comme général de brigade, il commande en février une brigade de la garde nationale à Paris, puis en mars la Levée en masse du département de l'Aisne, et prend part à la bataille de Paris.
Commandant à Cherbourg, puis du département de la Haute-Marne lors de la Première Restauration, il est maintenu dans ce commandement aux Cent-Jours. Au retour de Louis XVIII, il garde son grade et il lui confère le titre de Baron par ordonnance royale du 23 décembre 1822. Il a le commandement des Armées dans le Jura et le Doubs. Il est mis à la retraite pour ancienneté le 12 mai 1833 et meurt à Besançon le 14 février 1839.
Il a épousé le 24 août 1803 Jeanne Boëly, fille de Jean-François Boëly et sœur d'Alexandre-Pierre-François Boëly
Pierre et Jeanne eurent 3 enfants :
- Jules, né en 1810 et mort en 1822
- Charles, né à Cassel en Westphalie le 16 septembre 1812
- Mathilde, née en 1814, qui est morte célibataire en 1875.

## Grades
- Capitaine (1795)
- Commandant (1804)
- Major (1807)
- Colonel (1809)
- Général de brigade au service du Royaume de Westphalie (4 septembre 1810)
- Général de brigade (1er janvier 1813)
- Général de division (1815)

### Intitulés
- Légion d'honneur
  - Chevalier de la Légion d'honneur le 14 juin 1804 ;
  - Officier de la Légion d'honneur le 18 mai 1820 ;
  - Commandeur de la Légion d'honneur le 30 décembre 1828.
- Chevalier de l'ordre royal et militaire de Saint-Louis
- Commandeur de l'Ordre de la Couronne de Westphalie

## Héraldique
"D'azur à la lyre d'or, accostées de deux étoiles d'argent; au chef d'argent chargée d'une épée en face de sable, la pointe à semestre"

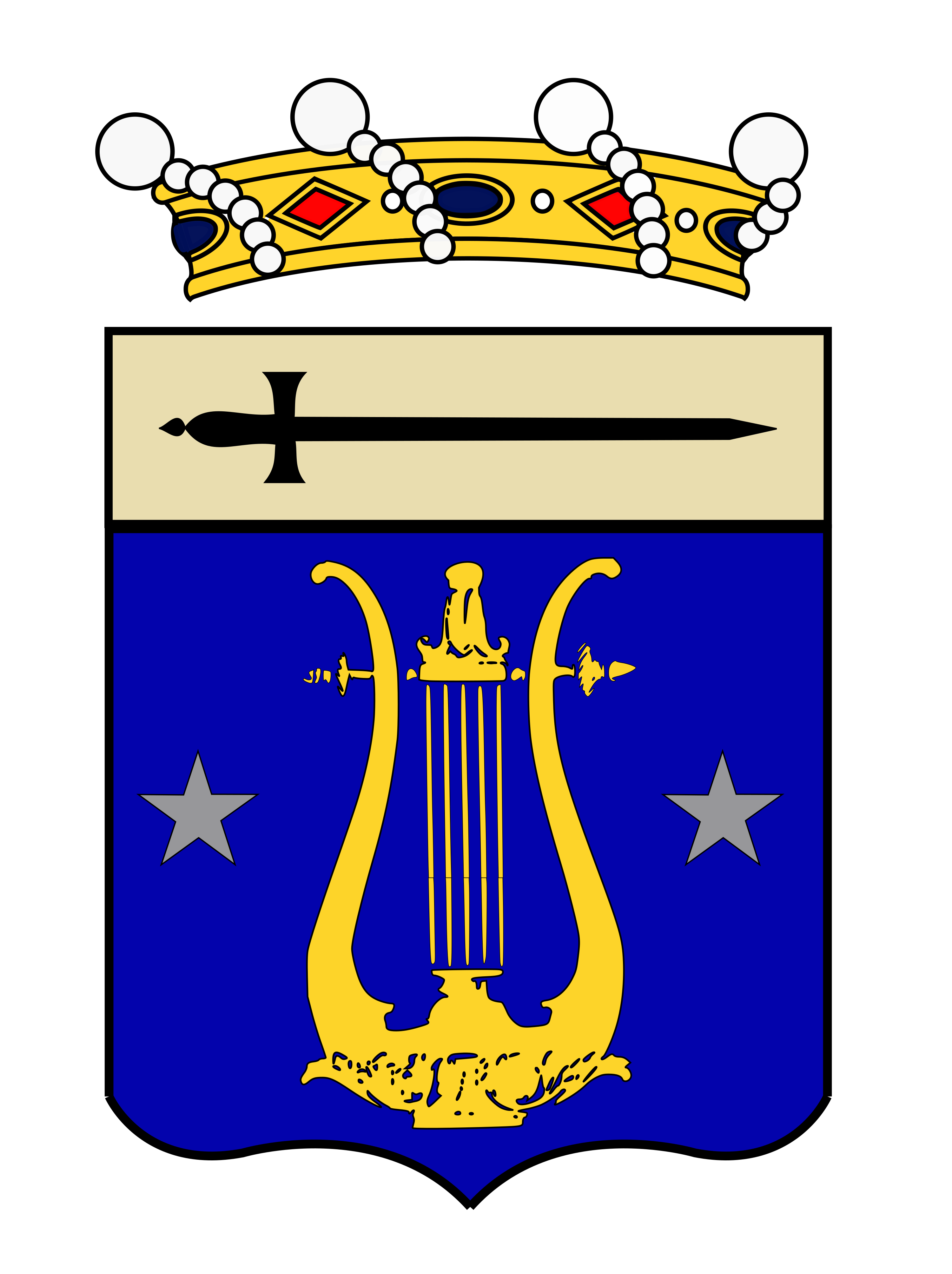
Blason adopté par le Général Pierre Chabert en 1822